# Marine du Togo
La Marina militare del Togo, in francese Marine du Togo, è la componente navale delle forze armate dello Stato africano del Togo.
La Marina togolese è una forza piccola e poco sviluppata, dotata solo di un pugno di unità leggere per la sorveglianza del ristretto accesso al mare che lo Stato dispone sul Golfo di Guinea.

## Storia

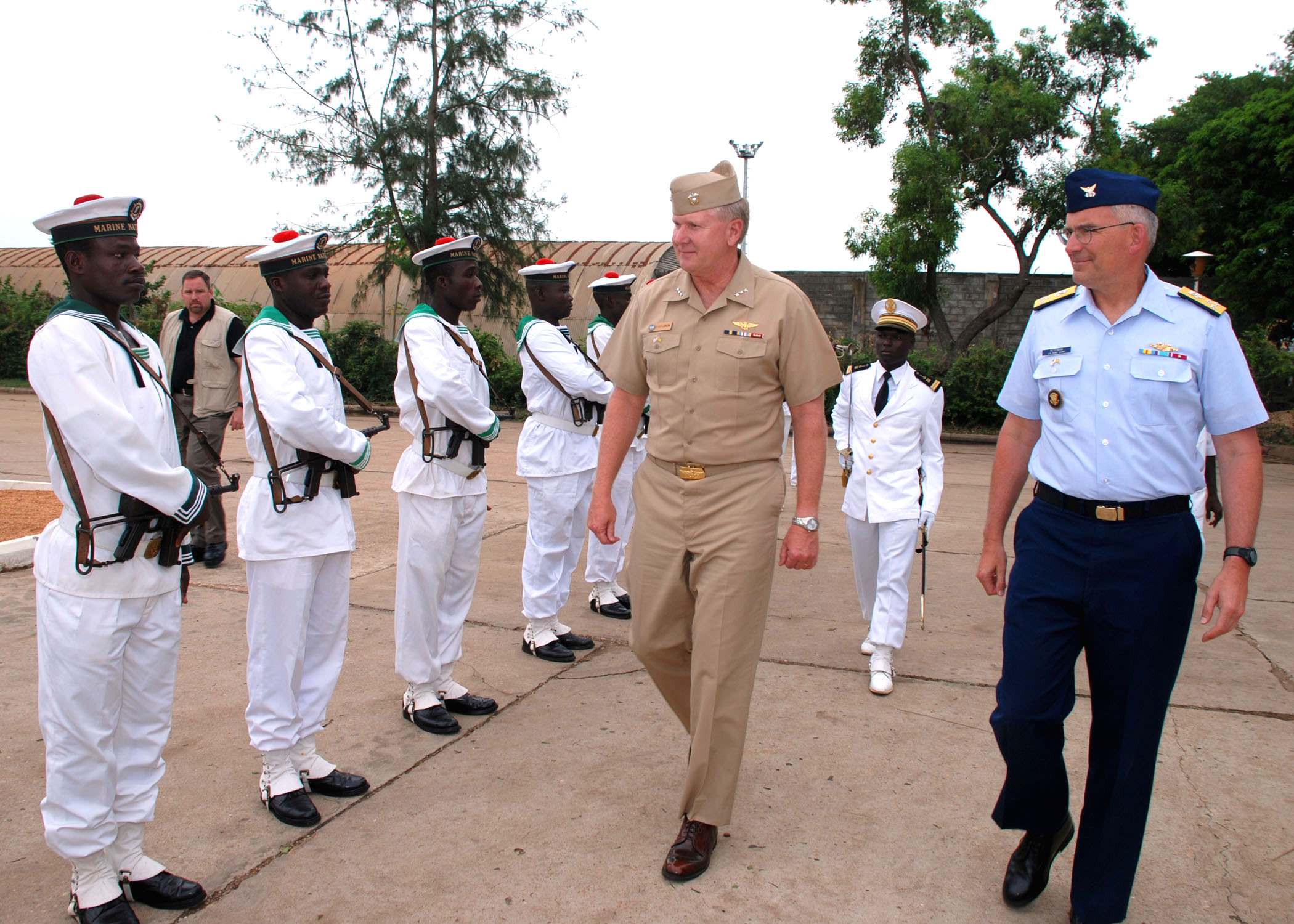
Ufficiali statunitensi passano in rivista una guardia d'onore di marinai togolesi durante una visita a Lomé

Il Togoland francese ottenne l'indipendenza come Repubblica del Togo il 27 aprile 1960, ma solo il 1º maggio 1976 le Forces armées du Togo attivarono una piccola componente navale per sorvegliare gli appena 56 chilometri di costa affacciati sul Golfo di Guinea, cui si aggiunsero poi i 12045 km² di zona economica esclusiva nazionale. Per equipaggiare la piccola forza, furono acquistate in Francia due moderne motovedette (Kara e Mono) da 80 tonnellate di dislocamento, armate con un cannone Bofors 40 mm e una mitragliera da 20 mm Oerlikon.
Per circa un quarantennio la Marina togolese non ebbe altre unità in servizio, con solo un centinaio di effettivi acquartierati in una piccola base presso il porto di Lomé. L'aumento dei fenomeni di pirateria nelle acque del Golfo di Guinea portò tuttavia, negli anni 2010, a destinare maggiori risorse alle forze navali: fu stabilita una cooperazione militare con gli Stati Uniti d'America, i quali provvidero a fornire addestramento agli effettivi della Marina (portati nel frattempo a quota 200) oltre a cedere quattro motolance della classe Defender da impiego costiero. Per compensare il disarmo nel 2014 di una delle obsolete unità classe Kara, quello stesso anno il Togo mise in servizio due guardacoste da 100 tonnellate di dislocamento (Agou e Oti), unità di nuova costruzione fornite dai cantieri francesi.